# This Rain Will Never Stop
This Rain Will Never Stop (ukrainisch Цей дощ ніколи не скінчиться, Zej doschtsch nikoly ne skintschytsja, internationaler Titel This Rain Will Never Stop, deutsche Übersetzung Dieser Regen hört niemals auf) ist ein Dokumentarfilm der Regisseurin Alina Horlowa aus dem Jahr 2020. Im Mittelpunkt der Dokumentation steht  Andrij Sulejman, der syrisch-ukrainische Eltern hat. Seine Familie ist infolge des Krieges in Syrien in der Welt zerstreut. Der Film erhielt zahlreiche Auszeichnungen auf internationalen Filmfestivals. Dazu zählt der IDFA-Preis für den besten Erstauftritt auf dem Internationalen Dokumentarfilmfestival 2020 in Amsterdam.

## Inhalt
Andrij Sulejman wurde in Al-Hasaka, Syrien, als Sohn einer ukrainischen Mutter und eines kurdischen Vaters geboren. 2012 floh die Familie vor dem Bürgerkrieg in Syrien nach Lyssytschansk, die Heimat mütterlicherseits in der Ostukraine. Kurze Zeit später brach auch hier ein Krieg aus. Die Familie beschloss, trotz der gewalttätigen  Auseinandersetzungen in Lyssytschansk zu bleiben.
Aufgrund des anhaltenden Konfliktes und des damit verbundenen humanitären Leids beschloss Andrij Sulejman, sich als Freiwilliger beim Roten Kreuz zu melden. Währenddessen hoffte seine Familie, dass er, wie andere Familienmitglieder, in den Westen fliehen könnte, um seine Ausbildung fortzusetzen. Die Rotkreuz-Einsätze wurden für Andrij Sulejman zu einem wichtigen Teil seines Lebens, und ihm fiel es nicht leicht, zwischen einem privilegierten Leben in einer westlichen Gesellschaft und den Verpflichtungen vor Ort zu wählen. In seinen Einsätzen für das Rote Kreuz versorgte er zusammen mit anderen Unterstützenden die Menschen in Krisengebieten, die an keine Infrastruktur angeschlossen sind. Nach einem Besuch in Deutschland anlässlich der Hochzeit seines Bruders beschloss er, trotz der zunehmenden Konflikte und Zerstörung zurück in seine Heimat, den Nahen Osten, zu gehen. Er traf zunächst Familienmitglieder im Irak und in Kurdistan. In Kurdistan sprach Andrij Sulejman zum ersten Mal seit sieben Jahren wieder Kurdisch und feierte dort mit anderen Kurden das persische Neujahrsfest Newroz. Eine Weiterreise nach Syrien wurde durch anhaltende Regenfälle, die unter anderem eine Verbindungsbrücke überschwemmten, unmöglich.
Als sein Vater starb, reiste Andrij Sulejman zum ersten Mal wieder in das Land seiner Geburt: Syrien. Die Überführung des Leichnams nach Syrien und die Beisetzung dort bilden das elfte und letzte Kapitel des Filmes.

## Produktion und Hintergründe

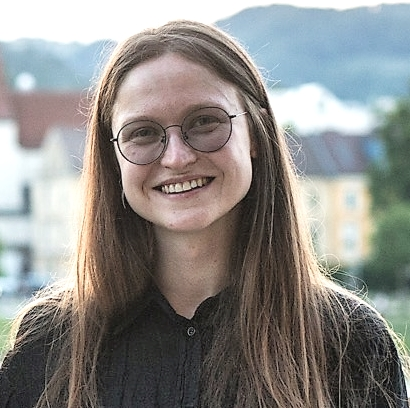
Alina Horlowa beim Crossing Europe Film Festival in Linz 2021

Alina Horlowa studierte an der Nationalen Karpenko-Kary-Universität für Theater, Film und Fernsehen in Kiew; der Fokus ihrer Arbeit ist der dokumentarische Film. Horlowa lebt und arbeitet in der Ukraine.
Schauplatz des in Schwarz-Weiß gehaltenen Dokumentarfilms ist die Region Donbas in der Ost-Ukraine vor dem russischen Angriffskrieg im Jahr 2022. In den östlichen Gebieten gibt es seit 2014 gewaltsame Auseinandersetzungen durch die russische Besatzung. 2018 filmte Horlowa an einem Checkpoint zwischen dem ukrainisch kontrollierten und dem Separatistengebiet. Dort lernte sie Andrij Sulejman kennen, der im Krisengebiet beim Roten Kreuz arbeitete.
Der Film ist in elf Kapitel aufgeteilt, die in arabischen Ziffern nummeriert sind. Das erste Kapitel beginnt bei Null und auf das neunte Kapitel folgt abschließend wieder die Null.
Kameramann Wjatscheslaw Zwjetkow (The Earth Is Blue as an Orange) hat den Film durch elementare Bildgebung in nüchterner und monochromer Ästhetik gestaltet. Es werden zahlreiche Bildausschnitte mit Nahaufnahmen von Natur, Händen, Körpern und Einblicke in das Leben der ukrainischen Bevölkerung gezeigt.
Der Titel Dieser Regen hört niemals auf ist auf ein Ereignis bezogen: Andrij Sulejman besucht zum ersten Mal seine Familie, die im Irak lebt, und hofft, nach Syrien weiterfahren zu können, doch die Verbindungsbrücke wird durch heftige Regenfälle überflutet. Die Zeitschrift Variety beschreibt den Filmausschnitt: „Dieses Zusammentreffen von Natur, Mensch und regionaler Politik, wunderschön illustriert in einem gestochen scharfen Bild, das die überflutete Brücke wie ein Riff unter der wütenden, schlammigen Strömung des Flusses erscheinen lässt, ist eine nachdenkliche Metapher für die unmögliche Situation des Zivilisten, der durch das Wettersystem des Krieges gestrandet ist, an einem Ufer steht und sich nach dem anderen sehnt, wohl wissend, dass es leicht zu erreichen ist, wenn nur der Regen aufhören würde.“
Dieser Regen hört niemals auf hat zahlreiche Preise gewonnen, darunter den Award for Best First Appearance bei der IDFA, auf dem Cork International Filmfestival den Preis für den Besten Film, den Jury-Preis auf dem One World – International Human Rights Dokumentarfilm Festival in Tschechien und die Goldene Lily für den Besten Film beim goEast Festival.
Der Kinostart in Deutschland war am 24. März 2022.

„Mir war es einfach wichtig zu erzählen, dass es ein Kreislauf ist, den wir von Beginn an in unserer Geschichte, seit der Antike durchlaufen. Wir konnten ihn bis heute nicht durchbrechen. Immer wieder startet die Menschheit Krieg. Das bedeutet womöglich, dass es etwas ist, das wir in uns tragen.“

## Rezensionen
Das englischsprachige Magazin Variety schrieb: „Es handelt sich hier nicht um einen Dokumentarfilm, der darauf abzielt, Empathie für die individuelle Notlage einer Person zu wecken. Stattdessen ist es ein mutiger und kompromisslos künstlerischer Versuch, die Konturen einer viel größeren, möglicherweise seelischen Betroffenheit zu skizzieren: die psychologische und philosophische Verdrängung, die der Krieg mit sich bringt.“
Der Tagesspiegel berichtete nach dem Kinostart in Deutschland: „Die Naturaufnahmen sind mehr als bloße Motive, sie werden Teil der Erzählung.“ Zu Beginn schwebt die Kamera über die weitläufigen Ebenen der Ostukraine; ein alter Mann sitzt am Fluss, während in der Ferne Schüsse zu hören sind. Der Krieg ist nie weit weg. Gorlova verzichtet auf Erläuterungen, sie lässt die Bilder für sich sprechen: „Der Film hat sich selbst erzählt“, hat sie in der ARD gesagt. „Wir folgten nur den realen Geschehnissen und haben gemerkt, da steckt etwas Größeres dahinter.“
„Gorlova zeigt nicht direkt den Krieg, nur seinen Schatten, punktuell seine körperlichen Folgen. Andriys Leben ist keine Geschichte, also fehlt auch ein Ende, egal ob geschlossen oder offen. Stattdessen zerstiebt alles ins Abstrakte“, beschrieb die Süddeutsche Zeitung den Film.
Die Tageszeitung wies auf die kreisförmige Struktur des Films hin und differenzierte zwei Arten seines fragmentarischen Erzählens: „manchmal mit fast experimenteller Geste wie bei der Montage der marschierenden Soldaten oder wechselnder Landschaften, manchmal mit dokumentarischer Zurückhaltung: die Beobachtung der Fertigstellung eines Panzers in einer Fabrik“. Auch Kamera („sorgfältig komponierte schwarz-weiße Breitwandbilder“) und Sounddesign („spröde“) tragen für Silvia Hallensleben zur „verdichteten Komplexität und lyrischen Atmosphäre“ bei.
In einer Filmkritik des Kino-Zeit-Magazins schrieb Peter Gutting: „Ganz bewusst vermeidet Alina Gorlova erklärende Hinweise auf Raum und Zeit. Sie will ein universelles, von Metaphern durchzogenes Bild über den Hang des Menschen zur Aggression zeichnen, der die Glücksmomente  – eine prächtige kurdische Hochzeit, die ausgelassene Stimmung einer Gay-Parade – wie in einem ewigen Kreislauf von Freude und Leid immer wieder ablöst.“

## Auszeichnungen und Nominierungen (Auswahl)
- 2020: IDFA Amsterdam IDFA Award als Bester Erstauftritt
- 2020: Festival Dei Popoli  Best Feature-Length Documentary Award (Preis für den besten Dokumentarfilm in Spielfilmlänge)
- 2021: One World – International Human Rights Documentary Film Festival (Internationales Festival für Dokumentarfilme zum Thema Menschenrechte) Main Jury Prize (Hauptpreis der Jury)
- 2021: Docudays UA International Human Rights Documentary Film Festival Current Time Award
- 2021: goEast Film Festival Goldene Lily, Bester Film
- 2021: IceDocs – Iceland DFF Main Award
- 2021: Beldocs - IDFF Main Award
- 2021: Black Canvas – Festival for Contemporary Cinema Best Cinematography Award
- 2021: Cork IFF Best Film Award
- 2022: Millennium Docs Against Gravity (Polen) – Beste Kinematographie